# 1835 w muzyce
Wydarzenia muzyczne w 1835 roku.

## Wydarzenia
- 1 stycznia – w magdeburskim Stadttheater miała miejsce premiera „Beim Antritt des neuen Jahres” WWV 36 Richarda Wagnera[1][2]
- 2 stycznia – czasopismo muzyczne Roberta Schumanna Neue Leipziger Zeitschrift für Musik zmienia nazwę na Neue Zeitschrift für Musik[1][2]
- 10 stycznia – w Magdeburgu odbyło się pierwsze pełne wykonanie opery Die Feen WWV 32 Richarda Wagnera[1][2]
- 24 stycznia – w paryskim Théâtre Italien odbyła się premiera opery Purytanie Vicenza Belliniego[1][2]
- 16 lutego – w Magdeburgu odbyła się premiera opery „Columbus” WWV 37 Richarda Wagnera[1][2]
- 23 lutego – w Operze paryskiej miała miejsce premiera opery Żydówka Fromentala Halévy’ego[1][2]
- 28 lutego – w paryskim Théâtre de la Bourse miała miejsce premiera opery La marquise Adolphe’a Adama[1][2]
- 12 marca – w paryskim Théâtre Italien odbyła się premiera opery Marino Faliero Gaetana Donizettiego[1][2]
- 23 marca – w paryskim Théâtre de la Bourse miała miejsce premiera opery Le cheval de bronze Daniela Aubera[1][2]
- 26 kwietnia – w paryskiej Salle du Conservatoire miała miejsce premiera „Andante spianato i Wielki Polonez” op.22 Fryderyka Chopina[1][2]
- 29 czerwca – w paryskim Théâtre de la Bourse miała miejsce premiera opery Micheline ou L'heure de l'esprit Adolphe’a Adama[1][2]
- 15 września – w Busseto odbyła się premiera „Messa di Gloria” Giuseppe Verdiego[1][2]
- 26 września – w neapolitańskim Teatro San Carlo miała miejsce premiera opery Łucja z Lammermooru Gaetana Donizettiego[1][2]
- 29 września – w Genewie odbyła się premiera „Le Marin” Ferenca Liszta[1][2]
- 14 października – w rzymskim Teatro Valle miała miejsce premiera „Gran marcia funebre” Vincenza Belliniego[1][2]
- 18 października – odbyła się premiera „Cassia La sede empirea” Otto Nicolai’a[1][2]
- 22 listopada – w paryskiej Salle du Conservatoire miała miejsce premiera „Le cinq Mai: chant sur la mort de l’Empereur Napoléon” Hectora Berlioza[1][2]
- 16 grudnia – w paryskim Théâtre de la Bourse miała miejsce premiera opery L'éclair Fromentala Halévy’ego[1][2]
- 30 grudnia – w mediolańskiej La Scali miała miejsce premiera opery Maria Stuarda Gaetana Donizettiego[1][2]

## Urodzili się
- 5 stycznia – Friedrich Richard Faltin, fiński kompozytor i dyrygent pochodzenia niemieckiego (zm. 1918)
- 14 stycznia – Felix Otto Dessoff, niemiecki dyrygent i kompozytor (zm. 1892)
- 18 stycznia – Cezar Cui, rosyjski kompozytor i krytyk muzyczny (zm. 1918)
- 23 stycznia – August Lanner, austriacki kompozytor (zm. 1855)
- 6 marca – Ludwik Grossman, polski kompozytor, organizator życia muzycznego, dyrygent, pianista i organista (zm. 1915)
- 15 marca – Eduard Strauss, austriacki kompozytor (zm. 1916)
- 30 marca – Bernhard Scholz, niemiecki kompozytor i dyrygent (zm. 1916)
- 29 maja – Georg Wolkenhauer, niemiecki przedsiębiorca, producent fortepianów (zm. 1905)
- 4 czerwca – Walery Wysocki, polski śpiewak (bas), profesor śpiewu (zm. 1907)
- 14 czerwca – Nikołaj Rubinstein, rosyjski pianista i kompozytor, brat pianisty Antona Rubinsteina (zm. 1881)
- 18 czerwca lub 30 września – Adolf Kozieradzki, polski śpiewak (bas) i reżyser przedstawień operowych (zm. 1901)
- 10 lipca – Henryk Wieniawski, polski kompozytor i skrzypek (zm. 1880)
- 21 sierpnia – Désirée Artôt, belgijska śpiewaczka operowa (mezzosopran, sopran) (zm. 1907)
- 7 października – Felix Draeseke, niemiecki kompozytor muzyki klasycznej (zm. 1913)
- 9 października – Camille Saint-Saëns, francuski kompozytor i wirtuoz fortepianu i organów, również dyrygent (zm. 1921)
- 11 października – Theodore Thomas, amerykański skrzypek i dyrygent pochodzenia niemieckiego (zm. 1905)
- 30 października – Carlotta Patti, włoska śpiewaczka (sopran) (zm. 1889)
- 31 października – Krišjānis Barons, łotewski pisarz i folklorysta (zm. 1923)
- 9 listopada
  - Davorin Jenko, słoweński i serbski kompozytor i dyrygent (zm. 1914)
  - Jean-Théodore Radoux, belgijski kompozytor i pedagog (zm. 1911)

## Zmarli
- 15 marca – Domenico Mombelli, włoski śpiewak operowy (tenor), kompozytor i impresario (ur. 1751)
- 2 kwietnia – François-Joseph Naderman, francuski kompozytor i harfista (ur. 1781)
- 3 sierpnia – Wenzel Müller, austriacki kompozytor i dyrygent (ur. 1767)
- 10 sierpnia – Claus Schall, duński kompozytor i skrzypek (ur. 1757)
- 11 sierpnia – Olof Åhlström, szwedzki kompozytor, organista i wydawca (ur. 1756)
- 23 września – Vincenzo Bellini, włoski kompozytor operowy szkoły neapolitańskiej (ur. 1801)
- 18 grudnia – Johann Mederitsch, austriacki kompozytor, pianista (ur. 1752)

## Muzyka poważna
- 14 czerwca – „Gazette Musicale de Paris” publikuje pierwszą biografię Ferenca Liszta[1][2]

## Nagrody
- 14 maja – Niccolò Paganini otrzymuje złoty medal od miasta Genua[1][2]